# Maria Gräfin von Maltzan
La condesa Maria Helene Françoise Izabel von Maltzan, Baronesa zu Wartenberg und Penzlin (n. 25 de marzo de 1909 - f. 12 de noviembre de 1997) fue una aristócrata alemana miembro de la Resistencia, que salvó la vida de muchos judíos durante la Segunda Guerra Mundial.

## Biografía
Nació en el palacio de Milicz en Silesia, en una familia de ocho hijos. Cursó estudios en Berlín y en 1927 de zoología y antropología en Breslau, frente a la oposición de su familia se doctoró en ciencias naturales en la Universidad de Múnich en 1932. Viajó en auto por el norte de África, España, el Sahara, Marruecos, forma parte de la bohemia de Múnich y trabajó como actriz en películas del Bavaria film. Se casó con el actor Walter Hillbring de quien se separó dos años después.
Desde el ascenso nazi en 1933 trabajó como conspiradora y entró en contacto con el jesuita Friedrich Muckermann. En Berlín desde 1935, escondió judíos en su residencia mientras estudiaba veterinaria, graduándose en 1943. En cooperación con la Iglesia de Suecia posibilitó el escape de 60 judíos por medio de la falsificación de pasaportes y su traslado a la frontera en camiones a menudo manejados por ella misma. Perteneció al Círculo de Solf y al Círculo de Kreisau.
Amiga del escritor judío Hans Hirschel, editor de Das Dreieck, lo escondió desde 1942 hasta el fin de la guerra en su apartamento de Wilmersdorf. Maria quedó embarazada de Hans pero el bebé prematuro murió cuando el hospital perdió energía eléctrica por un bombardeo. 
Después de la guerra, adoptó a dos niñas de un campo de concentración y se casó con Hans Hirschel. Se separaron dos años después y se volvieron a casar en 1972. Los horrores de la guerra la volvieron adicta a las drogas y fue internada en una clínica psiquiátrica, pero logró recuperarse.
Cuando Hans Hirschel murió en 1975, Maria von Maltzan, a los 66, abrió su clínica veterinaria en Berlín donde se hizo famosa por tareas de beneficencia. En 1986, publicó sus memorias y en 1987 fue distinguida como Justa entre las Naciones.

## Obra
- Schlage die Trommel und fürchte dich nicht, 1986 München ISBN 978-3-548-20941-8
- Das neue Katzenbuch: Aufzucht und Pflege der Hauskatze. (Berlín: Falken-Verl. 1952)

## Literatura
- Johann Schäffer: Maria Gräfin von Maltzan (1909-1997): Eine Tierärztin im Widerstand. Deutsches Tierärzteblatt, vol. 56, 2008: S. 1332-134

## Filmografía
- Forbidden de Anthony Page, GB-USA con Jacqueline Bisset y Jürgen Prochnow como Nina von Halder.
- They Risked their Lives. Rescuers of the Holocaust, de Gay Block, USA 1991, como ella misma
- Rosenstraße, de Margarethe von Trotta, 2003 (como Lena Fischer)